# Анна Коршунова
Áнна Кóршунова (нар. 29 травня 1970, Кіровоград, УРСР) — українська письменниця, поетеса, публіцист, автор лібрето для дитячих музичних п’єс, дійсний член Національної спілки письменників України, переможець у номінації «Дитяча книга року ВВС-2017» за книгу «Комп і компанія». З 2009 року працює в Сумській обласній гімназії для талановитих та творчо обдарованих дітей. Є шеф-редактором шкільної газети «Кебета», а також викладає курс «Основи медіаграмотності». Експериментує і втілює в шкільне життя цікаві проекти, одним з яких стала газета для молодших школярів «4-й горобець». Автор численних лібрето для дитячих музичних п'єс.

## Творчість
З третього класу маленька Аня почала складати казки та вигадувати цікаві історії, але тоді вона навіть не думала, що у майбутньому це захоплення переросте у щось більше. Книга в сім'ї Анни Коршунової займає почесне місце. Після того, як народні казки та класична художня література була ретельно перечитана, Анна зіштовхнулась з проблемою у виборі якісної художньої літератури для дітей. Старший син запропонував мамі написати казку власноруч, з того все і почалось. Писала багато, але виключно для сімейного користування. Подруга Анни, поетеса, письменниця Людмила Ромен порадила надіслати свої твори до видавництва.
Казками зацікавилось Харківське видавництво «Синтекс». У 2010 виходить друком перша книга «Фроська — кімнатна фея», а вже через рік, у 2011 з'являється наступна — «Справжні друзі».
У 2010 Анна Коршунова взяла участь у щорічному літературному конкурсі «Просто так», що проводився на той час в місті Коростень Житомирської області. Письменниця отримала Гран-прі (вперше в історії конкурсу за вірші для дітей), диплом від журналу «Дніпро», премію «За гуманізм в літературі».

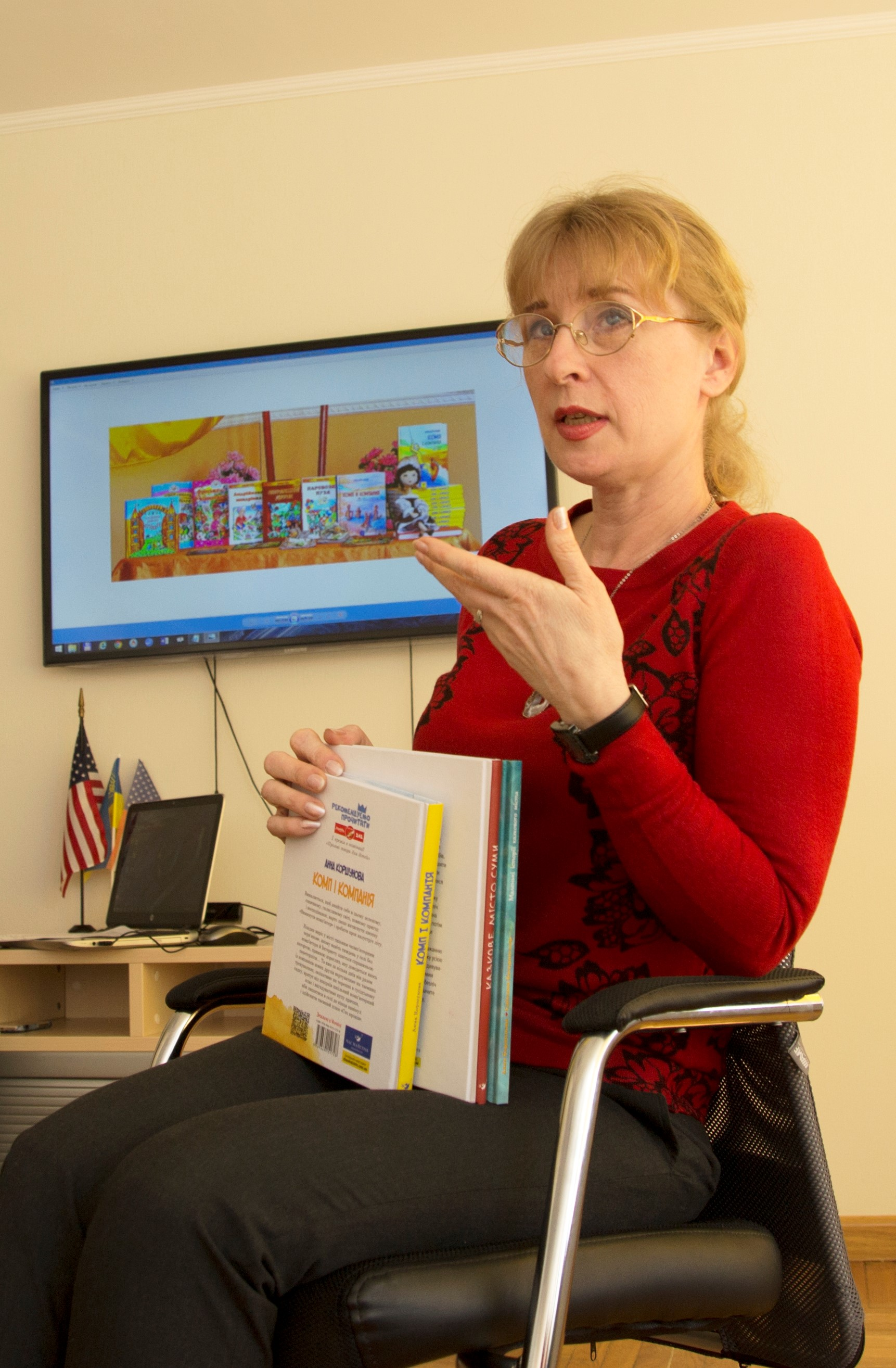
Зустріч у Сумській ОУНБ

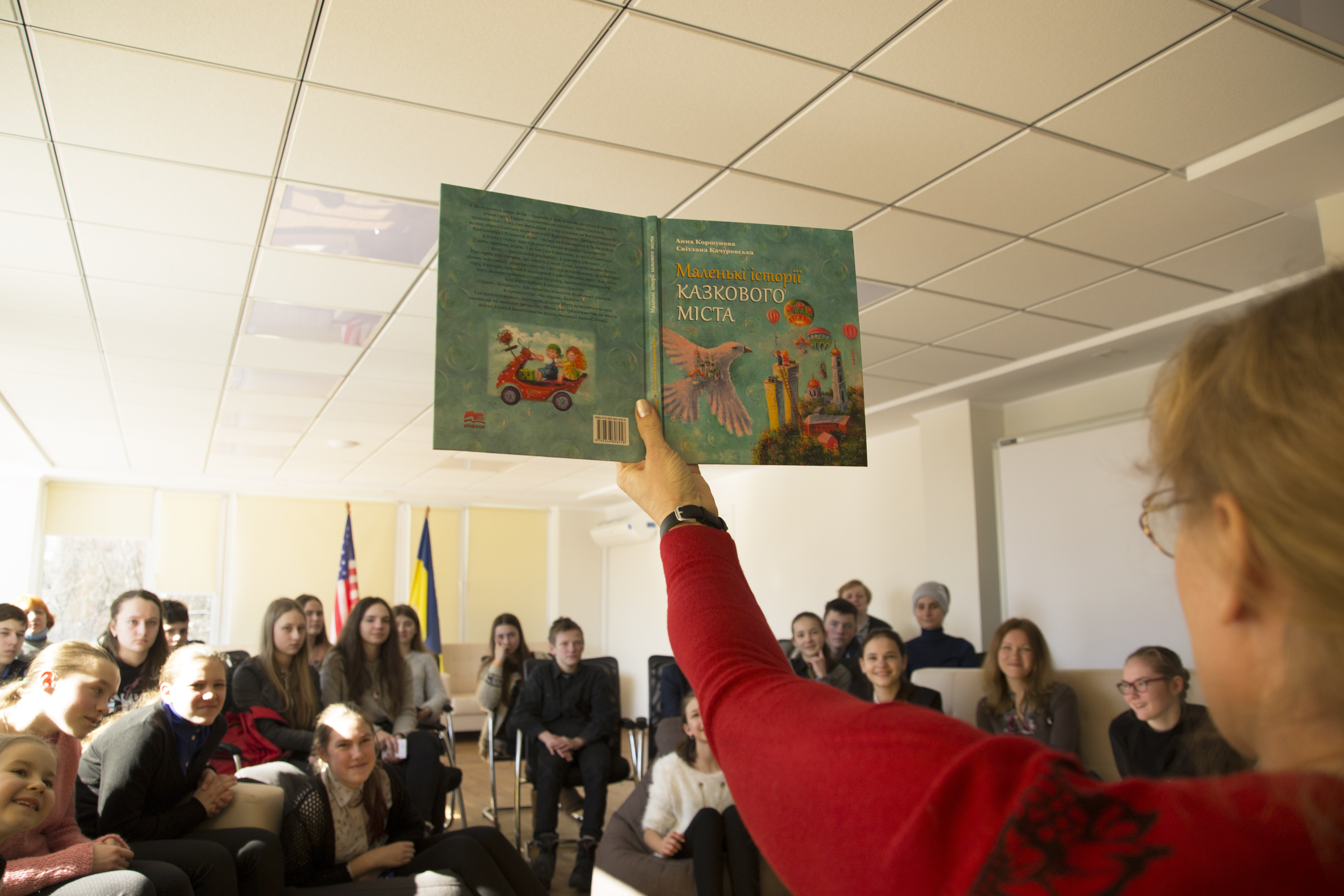
Зустріч зі школярами у Сумській ОУНБ, 2018

### Книги
Список видань (хронологічно)
- «Фроська — кімнатна фея» (2010)
- «Справжні друзі» (2011)
- «Паровозик Пузя» (2012)
- «Разом веселіше» (2012)
- «Пригоди лицаря Морквицаря» (2012)
- «Андрійкова мандрівка» (2014)
- Збірки віршів «Крила в шухляді» (2011)
- «Комп і компанія» (2017), (Премія Книга року ВВС-2017 у номінації «Дитяча книга»)
- «Казкове місто Суми. Дитячий путівник» (2017)
- «Маленькі історії казкового міста» (2018)

### Автор дитячих мюзиклів
- «Кукуріку»
- «Рогата кішка»
- «Дзвени, дзвіночку»
- «Пригоди принцеси Фінеси» та ін.

## Нагороди і визнання
- Переможець (гран-прі) літературного конкурсу «Просто так» у номінації «Література для дітей»
- Лауреат літературного конкурсу «Коронація слова 2012»
- Дипломант І Корнійчуковського конкурсу (2013)
- Переможець літературного конкурсу «Коронація слова 2015» у номінації «Прозові твори для дітей»
- Здобула спеціальну премію «Вибір дітей» Міжнародного літературного конкурсу «Коронація слова 2015»
- Переможниця у номінації «Дитяча книга року ВВС-2017» за книгу «Комп і компанія» (2017).

## Цікаві факти
- Дитяче захоплення з вигадування казок в дорослому житті переросло на любов до написання літератури для дітей.
- Герої її книг народжуються з дитячих спогадів та особистого досвіду, вигадок дітей та їхніх друзів.